# Khalid Skah
Khalid Skah (Marruecos, 29 de enero de 1967) fue un atleta marroquí, especializado en la prueba de 10000 m en la que llegó a ser campeón olímpico en 1992.

## Carrera deportiva
Khalid Skah comenzó a correr a la edad de 10 años en la US FES, la Union Sportive de Fez, su primer club. Ganó en el Campeonato Nacional de Marruecos todas las categorías de edad, desde Minime hasta Sénior. Ganó prestigiosos títulos que marcarían su carrera como gran atleta mundial, ganando notablemente su primer título de campeón mundial en Cross-Country a la edad de 23 años en 1990 en Aix-les-Bains y dominó el circuito mundial en los 3000 m y 5000 m  y 10 000 m para terminar en 1990 Campeón de África en El Cairo sobre 10 000 m. Luego, ganó su segundo título de Campeonato del Mundo en Cross-Country en 1991 en Amberes; y siempre conservará los lugares de honor (4.º - 5.º - 6.º - 7.º CM).
Al año siguiente, en 1992, se coronó campeón olímpico en los 10 000 metros en Barcelona.
Khalid Skah también será nombrado en 1992 Ciudadano Honorario de la Ciudad de Houilles al cerrar su participación en esta mítica y reconocida carrera en Francia con una 8.ª victoria. Un récord imbatible de victorias (8).
En la pista, ganó una medalla de bronce en Tokio en el Campeonato Mundial de Atletismo de 1991 y ganó la Copa del Mundo en los 10 000 m en Londres en 1994. Ganó un título mundial de media maratón en Oslo en 1994 y una medalla de plata en el Campeonato Mundial de Atletismo de 1995 en los 10.000 m en Goteborg.Il también ganó la medalla de bronce en el Campeonato Mundial de Media Maratón de 1998 en Zúrich, Suiza.
Terminó su carrera internacional en 2003.